# 斯蒂克斯冰川
斯蒂克斯冰川（英語：Styx Glacier），是南極洲的冰川，位於維多利亞地的博克格雷溫克海岸，流經伍德嶺和平卡德山之間的南十字山脈，最終注入坎貝爾冰川，由新西蘭探險隊命名，現時由南極條約體系管理。